# جنتیلی وودز (نیواورلئان)
جنتیلی وودز (به انگلیسی: Gentilly Woods) یک منطقهٔ مسکونی در ایالات متحده آمریکا است که در لوئیزیانا واقع شده‌است. جنتیلی وودز ۹۷۹ نفر جمعیت دارد.